# Аркадија (област)
Аркадија (грч. Αρκαδία) је историјска област у средишњем делу Пелопонеза, Грчка. Данас се налази у оквиру истоимене префектуре.

## Историја
Градска насеља, као што су Мантинеја, Орхомен и Тегејау у Аркадији су се развила прилично касно, а сви градови су били савезници Спарте све до пада њене хегемоније — 371. године пре нове ере. После пада Спарте, новоосновани полис Мегалопола постаје носилац новог самосталног савеза Аркадије.
Самосталност овог савеза се урушава доласком Македонаца у 3. веку пре нове ере, када један број градова у Аркадији приступају Ахајском савезу, а други Етолском савезу.
Под римском влашћу Аркадија је од 168. п. н. е.

## Симболика Аркадије
Аркадија је, према грчкој традицији, постојбина бога Пана и домовина једноставних и поштених људи — пастира.
У Аркадији, као симбол једног идилична живота јавља се тзв. буколска (пастирска) поезија, чији је творац и први певач Дафнис.
Ова врста поезије је обновљена у доба ренесансе под утицајем италијанског писца J. Саназара и његовог идиличног романа „Аркадија“.